# Arif Malikov
Arif Malikov (en azerí: Arif Məlikov) (Bakú, 13 de septiembre de 1933-Ibidem, 9 de mayo de 2019) fue un compositor y pedagogo azerbaiyano.

## Vida
En 1958 se graduó de la Academia de Música de Bakú en la clase del compositor Qara Qarayev. En 1961 se hizo famoso por su primera ballet, Leyenda de amor, que se puso en escena en el Teatro Mariinski en San Petersburgo. El ballet se puso en escena en varios países de Europa y se ha considerado una de las mejores obras de la antigua Unión Soviética. Leyenda de amor se basa en el libreto de Nazim Hikmet.
Escribió dos ballets (Dos personas en el mundo y El poema de dos almas) y cinco sinfonías. También compuso la música de varias películas.
En Turquía la sala de conciertos de la Universidad Bilkent lleva su nombre. Fue doctor hononario de la Universidad Khazar.

## Premios
- Artista del Pueblo de la RSS de Azerbaiyán (1978)

- Artista del pueblo de la URSS (1986)

- Orden de la Insignia de Honor (1971)

- Orden Istiglal (1998)

- Orden Heydar Aliyev (2013)[5]
- Orden Shohrat (2018)